# Biserica „Adormirea Maicii Domnului” din Novaci
Biserica „Adormirea Maicii Domnului” din Novaci este un monument istoric aflat pe teritoriul satului aparținător Novaci; orașului Mihăilești.